# Zygomaturinae
Die Zygomaturinae sind eine Unterfamilie innerhalb der Familie der Diprotodontidae und Teil der australisch-neuguineischen Megafauna. Tiere, die dieser Unterfamilie angehören, existierten vom späten Oligozän bis zum späten Pleistozän und gehörten zu den größten Beutelsäugern der Erdgeschichte.

## Etymologie
Die Zygomaturinae tragen ihren Namen nach der Typusgattung Zygomaturus in Kombination mit der Endung „-inae“, die dem Taxon nach den Regeln des ICZN-Codes den Rang einer Unterfamilie zuweist. Die Gattung Zygomaturus wiederum trägt ihren Namen nach ihrem ungewöhnlich kräftig ausgebildeten Jochbogen (Arcus zygomaticus).

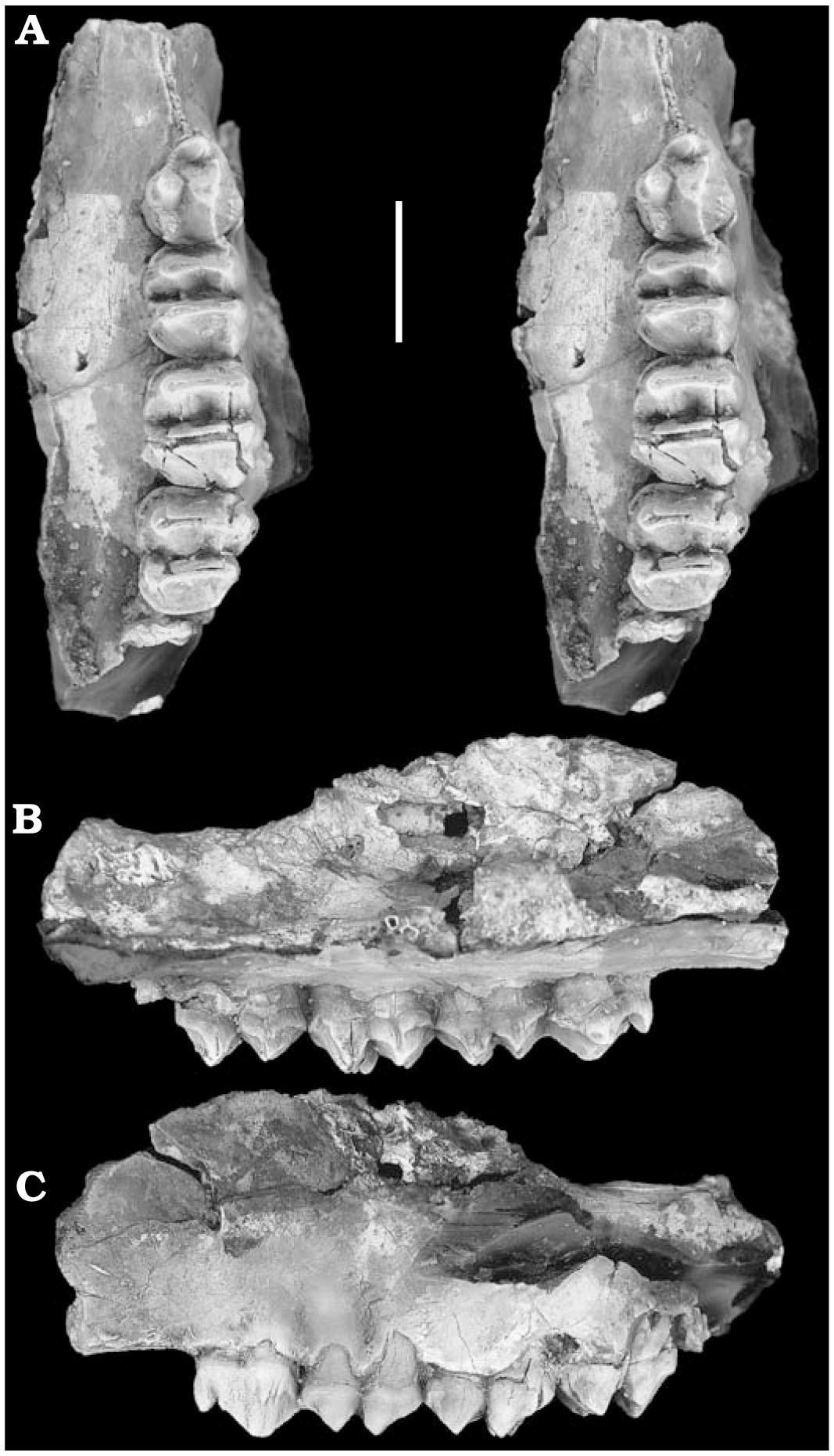
Oberkieferfragment von Neohelos mit den Zähnen P^{3}–M^{3}; P^{3} (ganz oben in Reihe A) mit deutlichem Parastyle

## Merkmale
Zygomaturinae waren kleine (Nimbadon-Arten) bis große Tiere. Die am besten bekannte Art, Zygomaturus trilobius, erreichte etwa die Größe eines Hausrindes, die mittelgroßen Silvabestius-Arten etwa Schafsgröße. Die relativ kleinen Maokopia-Arten wogen rund 100 kg.
Die Zygomaturinae hatten komplexe dritte obere Prämolaren (P3) mit drei, vier oder fünf Höckern. Besondere Bedeutung kommt dabei einem zusätzlichen, als Parastyle bezeichneten, Höcker zu, der sich im vorderen Bereich und etwas abgesetzt vom Rest der P3-Zahnkrone befindet. Dieses Merkmal tritt bei allen Zygomaturinae in mehr oder weniger stark ausgeprägter Form auf.

## Palökologie
Die Zygomaturinae waren vermutlich Laubfresser. Hinweise dafür, dass einige Arten Grasfresser waren, liegen nicht vor. Vom Oberoligozän bis ins Mittlere Miozän bewohnten sie vorwiegend Regenwälder, vom Oberen Miozän bis ins Pleistozän hingegen feuchte bis trockene Hartlaubwälder.
Der Habitatwechsel liegt in der plattentektonischen Entwicklung Australiens begründet. Etwa ab dem Mittleren Miozän kollidierte der australische Kontinentalsockel mit dem Plattenmosaik Südostasiens, wodurch sich im Bereich der heutigen Insel Neuguinea mächtige Gebirgszüge bildeten und die Regenwälder Nord- und Zentralaustraliens in ihren Regenschatten drängten. Die Vegetation passte sich den neuen Gegebenheiten an und die Zygomaturinae fanden sich ebenfalls damit zurecht.

## Systematik
Die Zygomaturinae sind neben den Diprotodontinae die zweite Unterfamilie der Diprotodontidae. Das Taxon umfasst 13 Gattungen mit insgesamt 25 Arten (Stand 1999) und stellt damit die formenreichste Gruppe innerhalb der Diprotodontidae.
Traditionell werden Zygomaturinae als die primitivsten Diprotodontiden angesehen, sicher ist dies jedoch nicht. Darüber hinaus sah Murray 1990 in seiner Erstbeschreibung von Alkwertatherium weitere Probleme bei der Analyse der Phylogenetik der Diprotodontiden. Die Schädelmorphologie der Zygomaturinae ist recht variabel und die Molaren einiger Arten von Zygomaturinae und Diprotodontinae überlappen sich in Größe und Morphologie.
Das nebenstehende Kladogramm zeigt die innere Systematik der Zygomaturinae nach Black & Mackness, 1999.
Die Zuordnung der Gattung Raemeotherium zu den Zygomaturinae ist nicht zu Gänze gesichert, da die Form des entscheidenden dritten oberen Prämolars bei dieser Gattung noch unbekannt ist. Als älteste und urtümlichste Vertreter der Zygomaturinae gelten dementsprechend die Arten der Gattung Silvabestius aus den oberoligozänen bis miozänen Süßwasserkalken der Riversleigh-Fossillagerstätte im Nordwesten von Queensland.
Nach Stirton et al., 1967 ist das primäre Unterscheidungsmerkmal der Unterfamilie Zygomaturinae ein großer, komplexer, in der Form knolliger Prämolar P3 mit vier oder fünf Höckern. Die Autoren vermuteten allerdings auch bereits, dass basale Vertreter der Unterfamilie mit drei-höckerigen Prämolaren P3 existiert haben könnten und dass sich die Zygomaturinae aus basalen Vertretern der Diprotodontidae entwickelt haben könnten. Diese Vermutung wurde mit der Entdeckung von Alkwertatherium und Silvabestius später bestätigt.